# Макгрегор, Роберт Рой
Роберт Рой Макгрегор, или Роб Рой (англ. Robert Roy MacGregor, или Rob Roy, от ирл. Raibeart Ruadh — рыжий Роберт; 7 марта 1671, Гленгайл — 28 декабря 1734, Балквиддер) — национальный герой Шотландии, разбойник, которого часто называют шотландским Робин Гудом.

## Биография
Его отец, Дональд МакГрегор из Гленгайла, подполковник на службе короля Якова VII, происходил из клана Макгрегоров, мать, дочь Уильяма Кэмпбелла из Гленфоллоха (третьего сына сэра Роберта Кэмпбелла из Гленорхи), — из клана Кэмпбеллов. Его собственным названием было МакГрегор из Инверснэйда, но он, кажется, приобрёл также право на собственность в Крэйг Ройстоне (земли на восточной стороне Лох-Ломонда).
В 1693 году женился на Мери-Хелен, дочери МакГрегора из Комара. От этого брака родилось четверо сыновей — Джеймс Мор («Высокий»), Ранальд, Коллин и Роберт, известный как Робин Ойг («Юный Робин»).
Формально Роб Рой занимался скотоводством, но, кроме этого, источником его доходов были похищение и продажа скота. За плату он предоставлял соседям защиту от других грабителей, но, в конце концов, был обвинён в мошенничестве — возможно, необоснованно. В наказание за долги главный кредитор Роба Роя, Джеймс Грэм, 1-й герцог Монтроз, в 1712 году отобрал у него земли в Крэйг Ройстоне, и в течение долгого времени между ними длилась вражда. Некоторые представители закона, которые посетили его дом в его отсутствие, как говорят, оскорбили его жену самым позорным способом, и она, будучи мужественной женщиной, подстрекала своего мужа отомстить. В то же самое время она дала выход своим чувствам в прекрасном музыкальном сочинении для волынки, всё ещё известном под названием «Пиброх Роба Роя».
Роб Рой решил, что герцог не должен наслаждаться его землями безнаказанно. Он взял с собой примерно двадцать последователей, объявил открытую войну против герцога и стал регулярно похищать у него скот, объявляя, что владения Монтроза должны в будущем снабжать его рогатым скотом, и что он заставил бы герцога сожалеть о дне, когда тот связался с ним. Он сдержал своё слово, и в течение почти тридцати лет (то есть до самой смерти) регулярно взыскивал мзду с герцога и его арендаторов, причем не ночными ограблениями, а в ясный день и в систематической манере. В назначенное время он забирал согласно своим запросам рогатый скот со всего района, предварительно рассылая уведомление, где этот скот должен быть в назначенный день. Потом он встречался там с людьми со всех частей страны, которым продавал этот скот публично. Эти встречи или свидания, как их называли, проводились в различных частях страны. Иногда рогатый скот вели на юг, но чаще на север и запад, где Роба Роя защищало влияние его друга герцога Аргайла. Когда рогатый скот угонялся, арендаторы Монтроза не могли заплатить никакой арендной платы, и, в конечном счёте, страдал герцог.
Когда началось восстание 1715 года, якобитские пристрастия Роба Роя побудили его присоединиться к силам мятежного графа Мара, несмотря на те обязательства, которые он нес за косвенную защиту его герцогом Аргайлом. В этом восстании ни один из клана Грегор, кроме септа Киар Мор, к которому принадлежал Роб Рой, не встал на сторону Претендента, хотя к восставшим присоединились некоторые семейства, связанные с МакГрегорами, и среди них Леки Кройлехи, крупный землевладелец из Дамбартоншира, который был женат на дочери Дональда МакГрегора, женой которого была дочь Кэмпбелла из Гленфоллоха, и который был, таким образом, в свойстве с Робом Роем. Они были, как говорит сэр Вальтер Скотт, под началом не Роба Роя, а его племянника, Грегора МакГрегора, иначе известного как Джеймс Грэм из Гленгайла (но более известного под гэльским прозвищем Гльюн Ду, то есть Чёрное Колено — от больного места на одном из его коленей, которое было видно из-под его горской одежды). Не может быть, однако, никакого сомнения в том, что, будучи тогда очень молодым, Гленгайл действовал в большинстве случаев, руководствуясь советами более опытного вождя, каким был его дядя. МакГрегоры в тот период начали даже угрожать Среднешотландской низменности в районе южной оконечности Лох-Ломонда.
Граф Мар послал Роба Роя к Абердину, чтобы поднять на восстание часть клана Грегор, которая обосновалась в тех землях. Это были люди из его собственного семейства (ветвь Киар Мор). Они были потомками приблизительно трёх сотен МакГрегоров, которых граф Морей в 1624 году переселил из своих владений в Ментите, чтобы противопоставить их своим врагам МакИнтошам. Мы уже говорили, что поведение Роба Роя в ходе восстания 1715 года было очень странно. Его люди и последователи были в горской армии, но его сердце, кажется, было с герцогом Аргайлом. Всё же повстанцы были вынуждены доверять ему как единственному проводнику, который провёл их из Перта в Данблэйн с пересечением Форта в том месте, которое называют Бродами Фрю, хотя сами они говорили, что на него нельзя было бы положиться.
Несмотря на видимость нейтралитета, который Роб Рой соблюдал в ходе восстания, он всё же не избежал наказания. Он был лишен гражданских и имущественных прав, его дом в Брэдалбэйне был сожжён лордом Кадоганом, который после подавления восстания прошёл через Хайлэнд, чтобы разоружить и наказать непокорные кланы. Но после того как Роб Рой с сорока или пятьюдесятью последователями пришёл в Инверэри, этим заметно облегчил свою участь, публично сдавшись в руки полковника Патрика Кэмпбелла Финна, который взял их под свою защиту. Будучи таким образом в некоторой степени защищённым от негодования правительства, Роб Рой поселился в Крэйг Ройстон на Лох-Ломонде в окружении родственников и в скором времени возобновил свою личную ссору с герцогом Монтрозом. С этой целью он скоро собрал под своим началом много хорошо вооружённых мужчин. Он всегда появлялся в сопровождении десяти или двенадцати телохранителей из числа людей своего клана и без большого труда мог увеличить их численность до пятидесяти или шестидесяти.
В течение нескольких лет Роб Рой продолжал собирать дань с тех, чей рогатый скот и состояния он защищал. И хотя в Инверснэйде (около Аберфойла) был размещён английский гарнизон, благодаря своей храбрости и дерзким действиям ему постоянно удавалось ускользнуть. Однако после 1722 года Роб Рой, объявленный вне закона, сдался и был посажен в тюрьму. В 1729 году он получил помилование.
Роб Рой умер 28 декабря 1734 года в преклонном возрасте в своей кровати в собственном доме в Балквиддере. Когда он почувствовал приближение смерти, то, по словам сэра Вальтера Скотта, «выразил некоторое раскаяние в некоторых эпизодах своей жизни». Его жена смеялась над этими сомнениями совести и призвала его умирать так, как он жил. В ответ он упрекнул её за те сильные страсти и советы, которые она в своё время дала ему. «Вы посеяли вражду, — сказал он, — между мной и сильными мира сего, и теперь Вы хотите испортить отношения между мной и Господом». Однако характер Роба Роя проявляется в эпизоде, когда, будучи уже на смертном ложе, он узнал, что человек, с которым он враждовал, захотел навестить его. «Поднимите меня с кровати, — сказал он, — обмотайте мой плед вокруг меня и принесите мне мой старинный палаш, кинжал и пистолеты, ибо никогда никто не скажет, что враг видел Роба Роя МакГрегора беззащитного и безоружного». Его враг был из МакЛаренов и, поприветствовав его, спросил о здоровье своего соседа. Роб Рой держался с холодной надменной любезностью в течение их короткой встречи и, как только гость покинул дом, сказал: «Теперь все закончено. Скажите волынщику играть пиброх „Мы больше не вернемся“». Говорят, он умер прежде, чем стихла музыка. Могилу МакГрегора на кладбище Балквиддера отличает грубая надгробная плита, на которой вырезан меч.

## Образ Роба Роя в искусстве
В 1817 году Вальтер Скотт опубликовал роман «Роб Рой», сюжет которого частично основывался на событиях из жизни одноимённого персонажа.
В 1953 году студия Уолта Диснея создала фильм Rob Roy, the Highland Rogue.
В 1995 году на студии United Artists режиссёр Майкл Кейтон-Джонс снял фильм «Роб Рой» по мотивам романтизированной биографии разбойника. В заглавной роли снялся Лиам Нисон, в роли его жены — Джессика Лэнг. Тим Рот, игравший в фильме злодея Арчибальда Каннингема, был номинирован на премию Оскар за лучшую роль второго плана.
Персонажи этой шотландской драмы были использованы и в произведениях Р. Л. Стивенсона: в романе «Похищенный» герой встречается с младшим сыном Роба Роя, Робином Ойгом, также объявленным вне закона. В романе «Катриона», являющемся продолжением «Похищенного», действуют Джеймс Мор (старший сын Роба) и его дочь.

## Имя Роба Роя в маркетинге
Имя Роба Роя получило широкую мировую известность, ассоциативно связано с Шотландией и представляет собой успешный бренд. К примеру, под названием «Роб Рой» выпускается несколько сортов шотландского виски.